# Lijst van wegen in Trinidad en Tobago

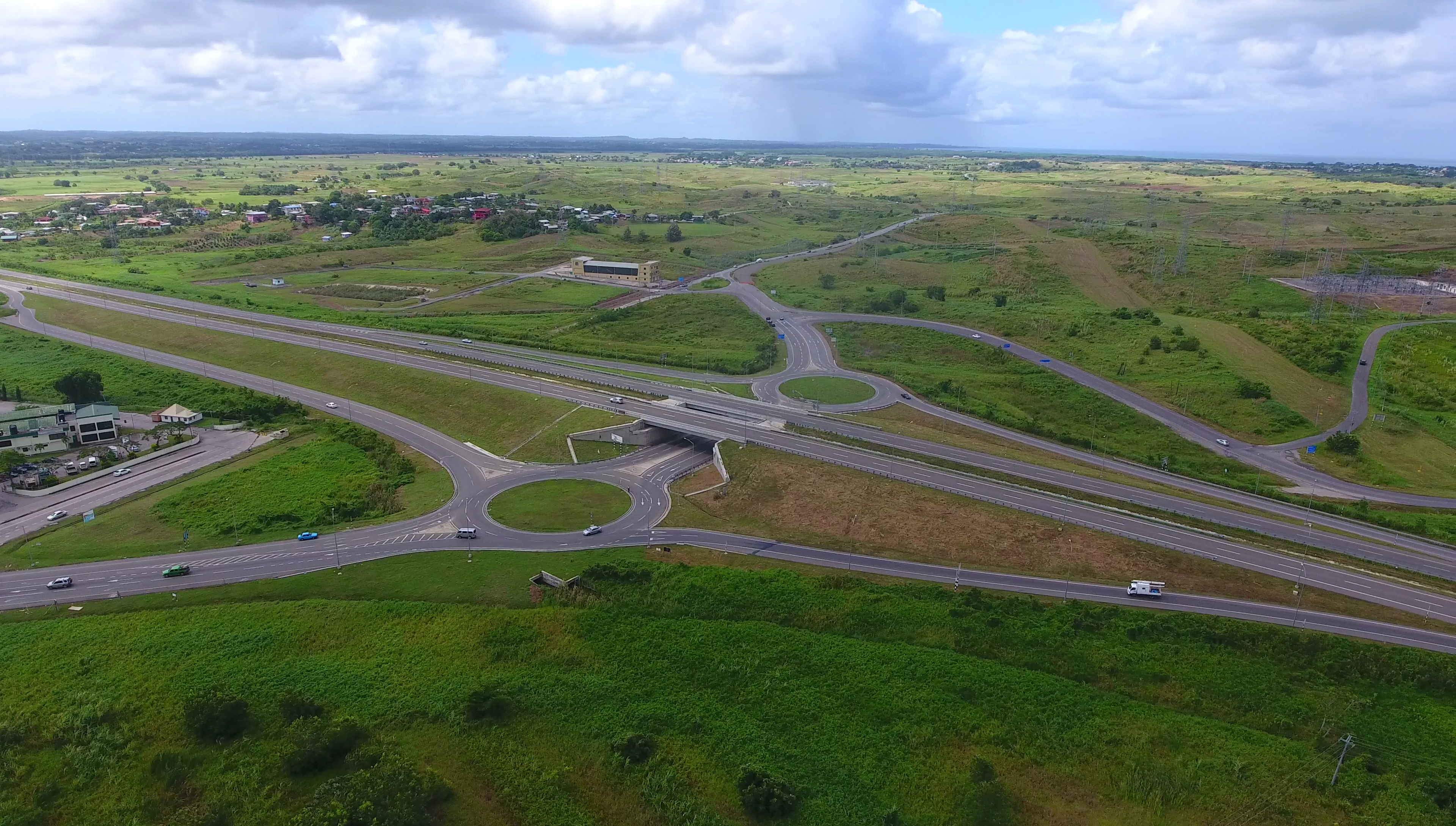
Sir Solomon Hochoy Highway

Hieronder volgt een lijst van wegen in  Trinidad en Tobago. 
- Audrey Jeffers Highway: een weg van 4 kilometer als invalsweg van Port of Spain.
- Beetham Highway: een weg van 4 kilometer, oost-westroute door Port of Spain. [1]
- Churchill-Roosevelt Highway: een weg van 24 kilometer lang, oost-westroute tussen Port of Spain en Valencia. [2]
- Sir Solomon Hochoy Highway: een weg van 43 kilometer lang, noord-zuidroute van Chaganuas tot Point Fortin. [3][4][5]
- Uriah Butler Highway: een weg van 15 kilometer lang, noord-zuidroute vanaf San Juan tot Chaguanas.